# Infula
Si chiama infula una stretta striscia di stoffa, o una cuffia, storicamente usata in ambito sacerdotale o militare.

## In ambito religioso
L'infula poteva essere una benda di lana bianca, con cui si cingeva il capo dei sacerdoti, delle vestali e delle vittime sacrificali. Costituiva un segno d'immunità, in quanto esprimeva la consacrazione a Dio della persona che la portava.
Per estensione indica anche le strisce presenti alla base della mitra vescovile, dette altresì vitte.

## In ambito militare
Nell'antichità e nel medioevo era utilizzata anche a scopo protettivo sotto il camaglio o direttamente sotto l'elmo, talvolta assieme ad un'ulteriore imbottitura di crine.